# Eucamptodontopsis aberrans
Eucamptodontopsis aberrans là một loài Rêu trong họ Dicranaceae. Loài này được (J.-P. Frahm) M. J. Price mô tả khoa học đầu tiên năm 2002.